# 播州織

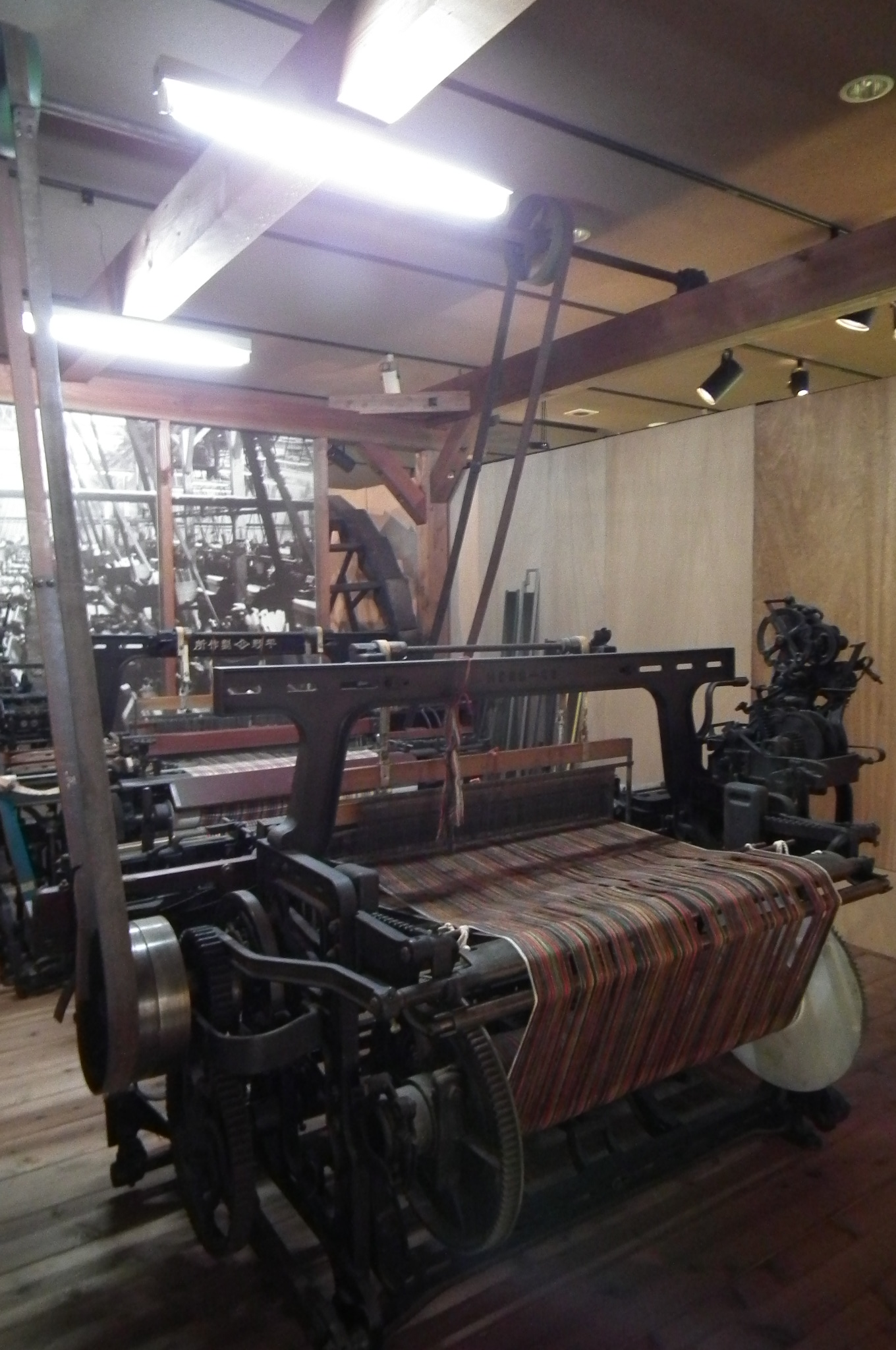
西脇市で播州織に使用されていた力織機

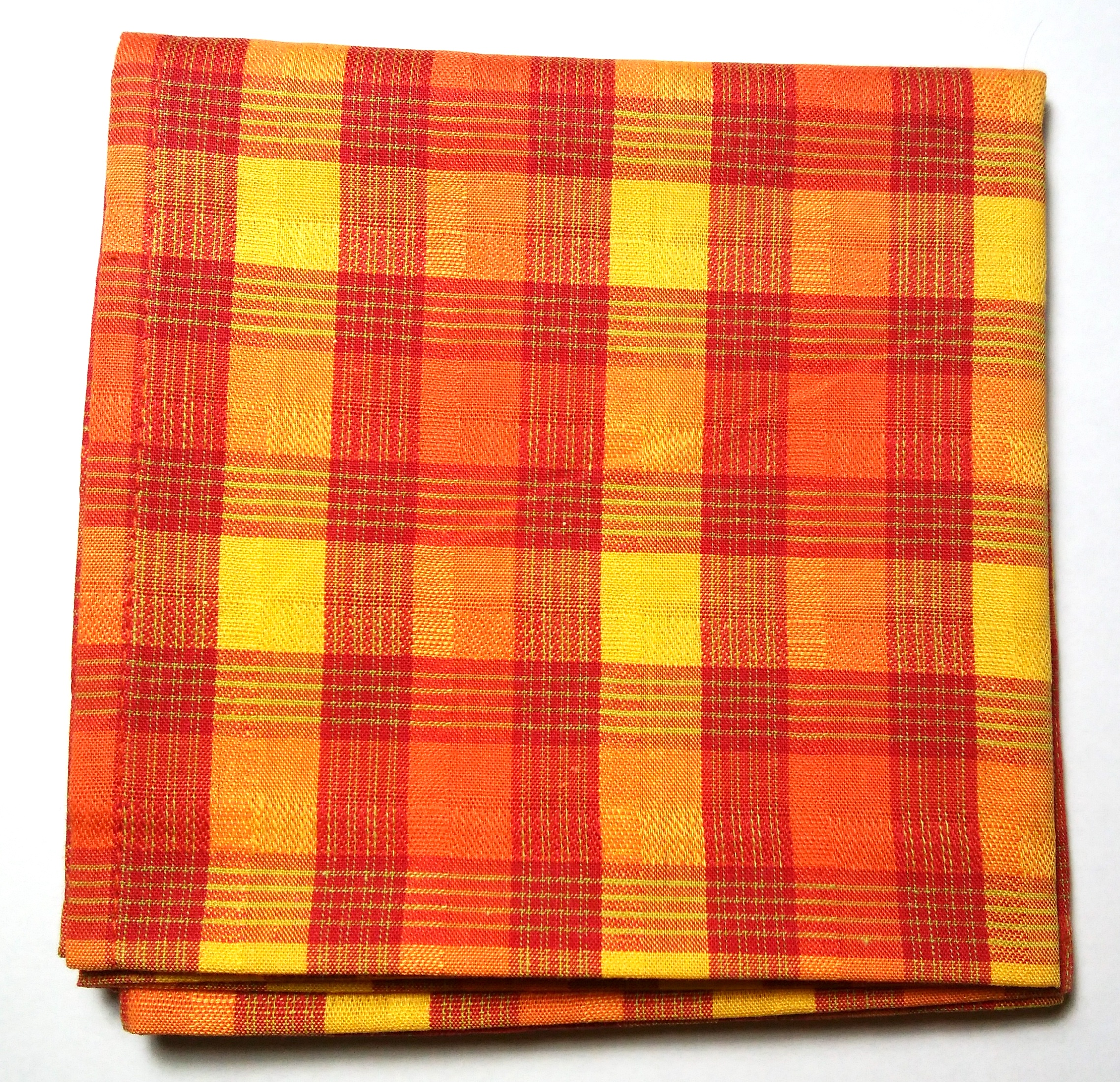
播州織のハンカチ

播州織（ばんしゅうおり）は、兵庫県（旧飾磨県）西脇市を中心とした地域で生産される綿織物。先染めによる平織りが有名で、主にシャツ地として利用される。かつては欧米はもちろん、中東やアフリカにまで輸出されたが、近年にいたり中国からの廉価品の流入で、生産量自体は減少傾向である。しかし最近では、神戸芸術工科大学の学生がデザインし、地元産元商社と共同開発した播州ジーンズ、シャツ、作務衣、小物雑貨（n＋abl（ネイブル）ブランド）を閉鎖された織物工場の建物を再利用した播州織工房館で販売する。

## 発祥
享保13年（1728年）、播州多可郡比延庄村の名工・飛田工匠の後裔で、宮大工の飛田安兵衛が天明8年（1788年）の京都大火の際、召されて上洛した際、堀川附近の民家で婦女が織布に従事しているのを見て感ずるところがあり、仔細に研究して織機の製作を企図し、帰郷後の寛政4年（1792年）、一機を創案して「長機」と名づけたのが播州織の始まりである。ついで京都・桂村の桂屋藤兵衛方から職長を招いて染色もはじめるようになった。同時期、加東郡中東条村の大工・油屋五兵衛が天明年間に京都北野神社の造営に赴き、同じく京都で機織を習得、帰郷後創業し、菅原道真の神社の造営に従事した大工の織物であることから「菅大織」と呼んだ。また、加西織物は加西郡多加野村の井上宗左衛門が嘉永6年（1853年）ごろ機業を創めたとの記録がある。その後、農家の農閑期の副業として、西脇市を中心に北播磨地域で生産されたため「播州縞」と呼ばれてたが、明治時代後期に「播州織」と改称され現在にいたる。国内先染織物の70%以上のシェアを占めている。
また、西脇市など北播磨地域では、地域を流れる加古川、杉原川、野間川の水が染色にもっとも適した軟水であったため、好都合であったこと、西脇市域をはじめとする播磨国全体で、江戸時代中期から温暖な気候を生かした綿花栽培が盛んで、自給自足で衣料が作られていたことから、綿花を原材料とした織物が広がり盛んであったことなども背景にある。。

## 明治期以降
明治時代初期には、津万村を中心に60～70軒の綿布業者が存在したが、当時の主な産地は、現在の西脇市以北の多可郡だった。明治時代後期からは、力織機が普及し、家内工業から工場生産への移行が起こり、西脇市域で急激な生産力の増強を見る。「播州縞」から「播州織」と改称したのもこの時期で、1906年（明治39年）の「第1回多可・加東・加西連合織物品評会」の知事訓諭で使用されたのが始まりであった。大正時代に入り、播州鉄道（現・加古川線）が開通すると輸送力の大幅な強化で一気に都市部での消費が加速し、播州織の名は全国に広がる。第一次世界大戦までは国内向けのみであったが、第一次大戦後は東南アジアへの海外販路を拡大し、輸出中心に転換する。昭和期には生産額、生産業者数とも飛躍的な増大を見る。日中戦争勃発前後が最盛期で、年産1億平方ヤードに達し、業者数270軒を数えるほどの黄金期を迎える。人手不足から他府県からの女工の動員にとどまらず、朝鮮半島からの出稼ぎ労働者も採用された。

## ガチャマン景気と零落
第二次世界大戦後は新製品開発とともに、アメリカ市場への販路拡大により、織機が一度「ガチャッ」と音をたてると1万円儲かるという意味で「ガチャマン景気」とすら称されるほどの絶頂期を迎える。西脇市は1952年（昭和27年）、播磨内陸部では初めてとなる市制を施行、その後の昭和30年代には西日本を中心に、多くの女工が集団就職で西脇市にやってきた。この当時、女工の好みに合わせて生まれた甘口ラーメンが「播州ラーメン」である。しかし、昭和40年代に入るとドルショック、オイルショックの影響や発展途上国の技術向上などの影響で、中小・零細企業が主体であった業者は厳しい環境に追いやられた。さらに1985年のプラザ合意以降の急激な円高の進行に伴い、致命的な大打撃を受ける。舵を海外から再び国内に転じたが、その後のバブル景気の終焉、デフレ進行、安価な海外製品の流入などで厳しい環境は続いた。その後は、小ロット対応、多品種、短納期に対応できる体質とブランド化などの試みがなされている。2012年9月19日には、染織物加工業大手の株式会社ダイイチ（旧第一染工）が31億円余りの負債を抱え倒産している。
播州織の全生産量は、1987年（昭和62年）の約3億8,800万m2をピークとして減少傾向を続け、2016年（平成28年）は約3,422万m2と、全盛期の約8.8％まで減少した。また、1987年には、約60％超の占有率を誇った輸出品の割合は、2016年には約14.8％まで減少した。